# Schönenberg-Kübelberg
Schönenberg-Kübelberg är en kommun i Landkreis Kusel i förbundslandet Rheinland-Pfalz i Tyskland. Kommunen bildades 7 juni 1969 genom en sammanslagning av kommunerna Kübelberg, Sand, Schmittweiler och Schönenberg.
Kommunen ingår i kommunalförbundet Verbandsgemeinde Oberes Glantal tillsammans med ytterligare 22 kommuner.